# Comat Cluj-Napoca
Comat Cluj-Napoca este o companie care are ca domeniu de activitate intermedierea în comerțul cu materiale de construcții.
Acțiunile firmei se tranzacționează la categoria de bază a pieței Rasdaq, sub simbolul CACU.
În anul 2007 compania a obținut un profit de peste 430.000 lei și vânzări totale de aproximativ 2,6 milioane euro.